# Memorial Zumbi dos Palmares (Volta Redonda)
O Memorial Zumbi dos Palmares é um espaço de exposições e eventos situado em Volta Redonda, cidade do interior do Rio de Janeiro. O memorial recebeu seu nome em homenagem à Zumbi dos Palmares. Foi inaugurado em 1 de junho 1990 e é formado por um anfiteatro e um salão de exposições. Localizado na Vila Santa Cecília, em frente a biblioteca Getúlio Vargas, o memorial ocupa o espaço de uma praça, sem número. Em 1992, foi tombado como patrimônio material pelo decreto municipal n° 4.317.